# Calonectris diomedea
La berta maggiore (Calonectris diomedea (Scopoli, 1769)) è un uccello della famiglia Procellariidae.

## Descrizione

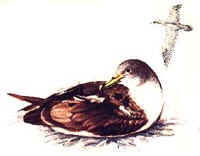

È lunga circa 50 cm e raggiunge un peso di 600 g.
Ha ali strette, allungate, con una apertura alare di quasi un metro; coda corta e rotondeggiante. 
La testa è ricoperta da un piumaggio grigio chiaro, mentre il piumaggio del dorso è bruno e quello di collo e ventre bianco.
Il becco è giallo e le zampe rosate.

## Biologia
Caratteristica è la voce, che somiglia a una voce umana, come di bambino, più acuta nel maschio e più grave nella femmina. Le colonie nidificanti, ascoltate da lontano, possono dare l'impressione di una folla di bambini che chiacchiera a voce alta oppure di gatti che stanno male.

### Alimentazione
La berta si dedica alla ricerca del cibo in gruppi numerosi. Si tuffa in acqua da una decina di metri e cattura le prede sulla superficie o inseguendole sott'acqua. Si ciba di pesci, cefalopodi e crostacei.

### Riproduzione

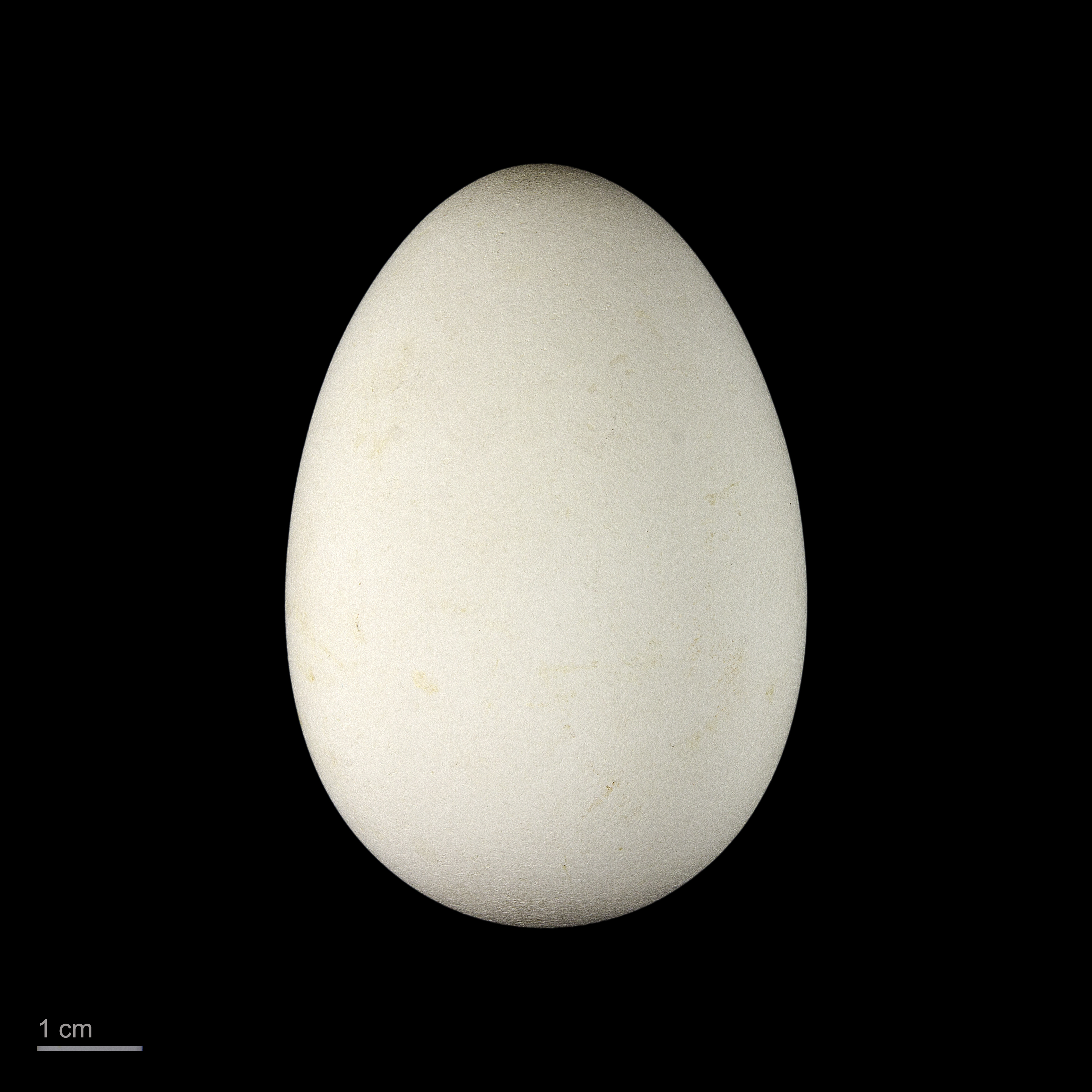
Calonectris diomedea

La stagione riproduttiva inizia da marzo, quando gli individui si ritrovano nella colonia e formano nuove coppie oppure rinsaldano l'unione di quelle vecchie. Verso la fine di aprile viene deposto un unico uovo per coppia, che i genitori coveranno a turno. La schiusa avviene per fine giugno-luglio e l'alimentazione dei piccoli viene effettuata da entrambi i genitori mediante complessi meccanismi comportamentali, ancora non completamente descritti. Nel mese di ottobre avviene l'involo dei giovani, che non saranno sessualmente maturi fino al quinto anno di età.

Si riunisce in colonie che nidificano nelle fessure delle rocce.

La femmina depone un unico uovo e lo cova per circa 2 mesi.

Il piumaggio del pulcino alla nascita è blu-grigiastro.

### Spostamenti
Compie migrazioni stagionali dall'emisfero settentrionale, dove è solita riprodursi, a quello meridionale.

## Distribuzione e habitat
La berta maggiore è distribuita in un areale abbastanza vasto, dall'America meridionale, Africa, Europa del sud, e Medio oriente. La gran parte della popolazione trascorre la stagione non-riproduttiva nell'oceano Atlantico, spingendosi sovente verso le coste del Sud America e dell'Africa australe. La maggior parte dei siti di nidificazione si trova sulle coste del bacino del Mediterraneo (Algeria, Tunisia, Spagna, Francia, Italia, Malta, Croazia, Grecia e Turchia).
In Italia nidifica principalmente nelle isole, colonie di piccole dimensioni si possono trovare anche sulle coste. La colonia europea più grande si trova a Linosa, con circa 10000 coppie stimate.

## Sistematica
La sottospecie atlantica (Calonectris diomedea borealis), che nidifica sulle isole della Macaronesia, è oggi elevata al rango di specie a sé stante (Calonectris borealis).

## La berta nella cultura di massa
La berta con il suo caratteristico canto potrebbe aver dato origine al mito delle sirene che, secondo la tradizione greca erano per l'appunto metà donna e metà uccello.